# Јонас Валанчјунас
Јонас Валанчјунас (литв. Jonas Valančiūnas; Утена, 6. мај 1992) литвански је кошаркаш. Игра на позицији центра, а тренутно наступа за Денвер нагетса. 
Са репрезентацијом Литваније до 19 година освојио је Светско првенство 2011. На том првенству је проглашен за најбољег играча.

## Успеси

### Клупски
- Лијетувос ритас:
  - Првенство Литваније (1): 2009/10.
  - Куп Литваније (1): 2010.

### Појединачни
- Идеални тим новајлија НБА — друга постава: 2012/13.
- Звезда у успону Еврокупа (1): 2010/11.
- Идеални тим Еврокупа — прва постава (1): 2010/11.
- Најкориснији играч Првенства Литваније (1): 2011/12.
- Најкориснији играч Светског првенства до 19 година (1): 2011.
- Најкориснији играч Европског првенства до 18 година (1): 2010.
- Најкориснији играч Европског првенства до 16 година (1): 2008.
- Најбољи млади играч у избору ФИБА Европе (2): 2011, 2012.

### Репрезентативни
- Европско првенство до 16 година:  2007,  2008.
- Европско првенство до 18 година:  2010.
- Светско првенство до 19 година:  2011.
- Европско првенство:  2013.
- Европско првенство:  2015.